# 贞操

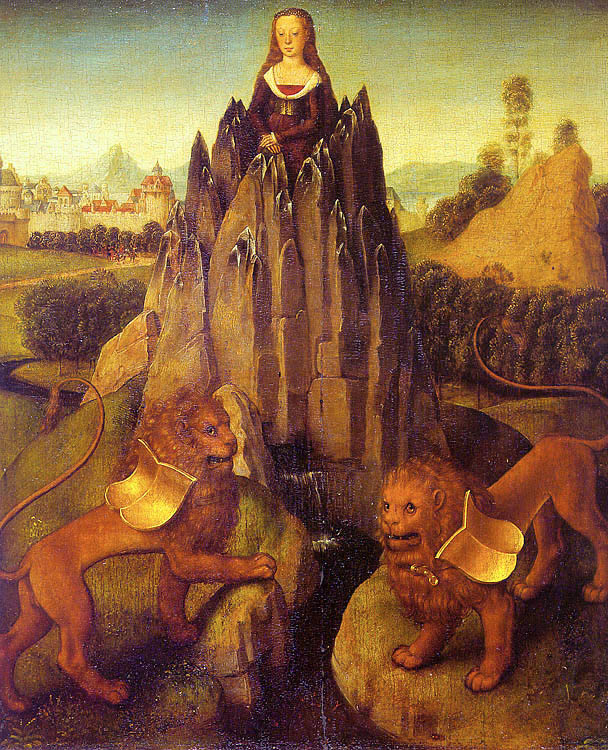
由漢斯·梅姆林所繪的貞操寓言

貞操是關於倫理道德的產物，是一种与节制有关的性道德。守貞是保持結婚前不和別人有性行為就稱之為守住貞操，婚後沒有和配偶以外的人有性關係亦可稱為守貞，此皆為貞潔的表現贞节。基督教和某些教派或觀念不同者認為守貞包括不可腦中幻想著配偶以外的人自慰。
古代社会通常片面要求女性守貞，处女情结普遍存在，对男子則不做要求。在中国历史上，对女性最为严苛的守贞标准中。除性道德外，要求女性不与丈夫之外的男性接触，不被窥见、触及体肤:85—86。現今提倡守貞的團體則強調男女平等，男女都該守貞以杜絕性濫交導致性病猖獗和墮胎等許多社會問題。

## 中国
汉语中的貞操與貞節不同但常被搞混，貞節通常指女性在丈夫（包括未婚夫）死後的性道德。一般稱守貞操為守貞，守貞節為守節。除通奸外，女性与丈夫之外的男性有性关系，包括婚前性行为，以及被强奸、被性骚扰的情况皆是失去贞操（失贞）。而訂婚女性在未婚夫死后结婚，寡妇再婚亦是失去贞节（失节）。同时，明清社会对女性的守貞節要求，从性行为扩大到皮肤、手臂在内的全部身体。任何情况下，女性与丈夫之外的男性接触便视为“失身”、“污身”。被男性窥见、触及体肤，亦是如此。《明史·列女传》记载崇祯年间的事例，興安大水，落水姐妹见到来救男子的裸体，便投水自杀，以全贞节:85—86。
守貞節的觀念在中國許多朝代並不強烈。儒家思想强调男女授受不親，但在危及女性生命的情况下，认为不必过于拘泥礼教，排斥男女身体接触。元朝之前，历代政府虽推崇貞節旌表，但社会生活中，寡妇改嫁亦是常态，不违背道德。清人方苞曾言，“自周以前，妇人不以改适为非，男子亦不以再嫁为耻。”北宋初年的婦女改嫁也是平常事，范仲淹的兒子范純祐早死，他就把兒媳婦嫁給了門生王陶，范仲淹訂立的《義庄規矩》中規定：“嫁女支錢三十貫，再嫁二十貫，娶婦支錢二十貫，再娶不支”。王安石曾令子離婚，替媳婦另擇夫婿。司馬光也不反對夫妻離婚，“夫妻以義合，義絕則離”。《宋刑統》規定婦女居喪不得改嫁的期限為二十七個月，哲宗時，寡婦居喪時間縮短至一百天。方苞表示：“尝考正史及天下郡县志，妇人守节死义者，周、秦前可指计，自汉及唐亦寥寥。北宋以降，则悉数之不可更仆矣”。
元朝蒙古人還有所謂的收繼婚，即夫死後嫁給丈夫兒子的婚姻。明朝为了革除胡俗，法律严厉禁止收继婚，違者處以重刑；娶父、伯、叔寡妇者判斩首，娶寡兄嫂或弟媳者判绞死。而受程朱理学影响，女性守贞、守节、殉夫成为明清至民国时期，中国社会推崇的道德风范。戴震著《孟子字义疏证》強烈批判宋儒“理欲之辨，适成恶而残杀之具”。俞正燮撰《节妇说》和《贞女说》二文反驳理学的貞操观，“女再嫁与男再娶者等。……其再嫁者，不当非之，不再嫁者敬礼之，斯可矣”。
自清末，中国时局巨变，男女平等思想渐入。但在中华民国建立后，执政的北洋政府仍旧维持传统道德，实行貞節旌表，对守寡、殉夫的贞妇烈女进行褒扬。新文化运动中，中国知识分子对传统道德伦理进行猛烈批判。其中，胡适于1918年7月在《新青年》发表文章《貞操問題》。他说，“中国的男子要他们的妻子替他们守贞守节，他们自己却公然嫖妓，公然纳妾，公然‘吊膀子’。再嫁的妇人在社会上几乎没有社交的资格；再婚的男子，多妻的男子，却一毫不损失他们的身分。这不是最不平等的事吗？”北洋政府褒扬贞操的法律是“野蛮残忍的法律”“在今日没有存在的地位。”
官方推行的貞節旌表以北洋政府被国民政府取代而结束。随着中国现代化进程、男女平等思想性发展，女性离婚、改嫁被社会接纳，不再污名化。但至21世纪，与性开放的同时，以贞操嫁妆论、女德为代表的片面要求女性守贞的思想仍然普遍存在。在要求女性守贞的同时，大中华地区的世俗文化则将男性嫖娼等非婚性行为视为普遍性行为。漢語不同方言俗語对此有所描述，官話俗語“十个男人九个嫖”，下句是“还有一个性功能障碍”或“还有一个在动摇”。粵語俗語「十個男人九個滾，仲有一個在諗緊」。